# 小行星3127
小行星3127（3127 Bagration）是一颗绕太阳运转的小行星，为主小行星带小行星。该小行星于1973年9月27日发现。
該小行星以俄羅斯上將彼得·巴格拉季昂命名。

## 轨道参数
小行星3127的轨道半长轴为2.5989596 UA，离心率为0.199。